# Galium bulliforme
Galium bulliforme är en måreväxtart som beskrevs av I.Thomps.. Galium bulliforme ingår i släktet måror, och familjen måreväxter. Inga underarter finns listade i Catalogue of Life.